# Lakeshore Entertainment
La Lakeshore Entertainment è una casa di produzione cinematografica specializzata in film indipendenti, il cui attuale presidente è Gary Lucchesi.
Fondata nel 1994 da Tom Rosenberg e Ted Tannebaum (1933-2002), ha stabilito il suo quartier generale a Beverly Hills, in California.
La compagnia ha prodotto più di 40 film, tra cui l'Oscar al miglior film Million Dollar Baby e diverse pellicole di successo quali Se scappi ti sposo, The Gift - Il dono, The Exorcism of Emily Rose e Autumn in New York.
La società ha anche una corrispondente etichetta discografica, la Lakeshore Records.

## Filmografia parziale
- Vivere fino in fondo (Going All the Way), regia di Mark Pellington (1997)
- Bionda naturale (The Real Blond), regia di Tom DiCillo (1997)
- 200 Cigarettes, regia di Risa Bramon Garcia (1999)
- Se scappi ti sposo (Runaway Bride), regia di Garry Marshall (1999)
- Arlington Road - L'inganno (Arlington Road), regia di Mark Pellington (1999)
- Sai che c'è di nuovo? (The Next Best Thing), regia di John Schlesinger (2000)
- Il monaco (Bulletproof Monk), regia di Paul Hunter (2003)
- Underworld, regia di Len Wiseman (2003)
- Million Dollar Baby, regia di Clint Eastwood (2004)
- Il nascondiglio del diavolo - The Cave (The Cave), regia di Bruce Hunt (2005)
- The Exorcism of Emily Rose, regia di Scott Derrickson (2005)
- Æon Flux - Il futuro ha inizio (Æon Flux), regia di Karyn Kusama (2005)
- Underworld: Evolution, regia di Len Wiseman (2006)
- She's the Man, regia di Andy Fickman (2006)
- Crank, regia di Mark Neveldine e Brian Taylor (2006)
- The Covenant, regia di Renny Harlin (2006)
- The Last Kiss, regia di Tony Goldwyn (2006)
- Blood and Chocolate (Blood & Chocolate), regia di Katja von Garnier (2007)
- Feast of Love, regia di Robert Benton (2007)
- Lezioni d'amore (Elegy), regia di Isabel Coixet (2007)
- Prossima fermata - L'inferno (The Midnight Meat Train), regia di Ryūhei Kitamura (2008)
- Nella rete del serial killer (Untraceable), regia di Gregory Hoblit (2008)
- Henry Poole - Lassù qualcuno ti ama (Henry Poole Is Here), regia di Mark Pellington (2008)
- Crank: High Voltage, regia di Mark Neveldine e Brian Taylor (2009)
- La dura verità (The Ugly Truth), regia di Robert Luketic (2009)
- Gamer, regia di Mark Neveldine e Brian Taylor (2009)
- Fame - Saranno famosi (Fame), regia di Kevin Tancharoen (2009)
- The Lincoln Lawyer, regia di Brad Furman (2011)
- Underworld - Il risveglio (Underworld: Awakening), regia di Måns Mårlind e Björn Stein (2012)
- I, Frankenstein, regia di Stuart Beattie (2014)